# Charles Booth
Pour les articles homonymes, voir Booth.
Charles Booth (30 mars 1840 – 23 novembre 1916) est un réformateur social britannique et un précurseur de la sociologie, connu pour son enquête sociale sur la population londonienne, Life and Labour of the People (1889).

## Bibliographie

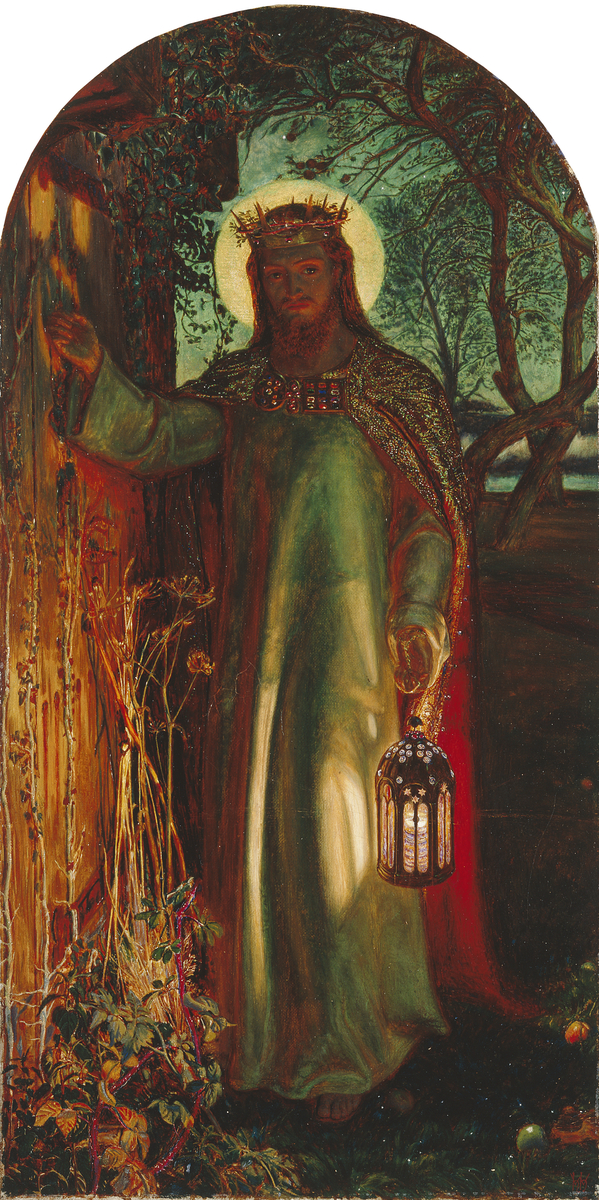
« La Lumière du monde »

## Biographie

Écu des Booth

Riche armateur issu de la grande bourgeoisie commerçante de Liverpool, descendante de la petite noblesse, Booth finança seul cette vaste entreprise dont le projet fut présenté devant la Royal Statistical Society en 1887, pour ne s'achever que dix-sept ans plus tard. En marge de la sociologie universitaire britannique de son temps, dominée par l'orientation spéculative de Leonard Trelawny Hobhouse, son travail visait à étudier « la condition sociale et les occupations des habitants de Londres », en s'appuyant sur les sources collectées par les administrations de la ville, nombreuses mais qui ne faisaient alors pas l'objet d'une synthèse exploitable, et sur un travail d'enquête de terrain. Elle innova également par l'usage de la cartographie, qui devait permettre de circonscrire visuellement les poches de pauvreté.
Cette enquête avait une visée politique explicite : elle entendait fournir des données à même d'orienter rationnellement l'action publique en direction des pauvres, dans un contexte où les révoltes populaires du quartier de l'East End de Londres avaient placé la pauvreté urbaine au centre de l'attention des classes dirigeantes du pays. Booth s'appuya sur l'aide de plusieurs collaborateurs parmi lesquels Clara Collet, sœur du gouverneur Sir Wilfred Collet, ou Beatrice Potter, la future Beatrice Webb, pour mener le travail d'enquête de terrain.

Conseiller-Privé de S.M.

L'enquête de Booth connut un grand succès dans les milieux de la philanthropie et de la réforme sociale, inspirant, aux côtés de celles de Benjamin Seebohm Rowntree, la politique libérale britannique du début du XXe siècle. Booth ne connut cependant pas la reconnaissance académique de son vivant : c'est depuis les années 1950 qu'il est considéré en Grande-Bretagne comme l'un des précurseurs de la sociologie urbaine.
Membre du cercle Reform à Londres, il est nommé conseiller privé de Sa Majesté, bien qu'il refuse l'offre de vicomte pour entrer aux Lords du premier ministre William Gladstone.

## Publications
- Life and Labour of the People, 1re édition, Vol. I. (1889), [lire en ligne]
- Labour and Life of the People, 1re édition, Vol II. (1891)
- Life and Labour of the People in London, 2e éd., (1892–97) [9 vols].
- Life and Labour of the People in London, 3e éd., (1902-3) [17 vols].